# Léa Seydoux
Léa Hélène Seydoux-Fornier de Clausonne (Parigi, 1º luglio 1985) è un'attrice francese, vincitrice della Palma d'oro a Cannes per La vita di Adele e nota al pubblico anche per il ruolo della Bond girl Madeleine Swann nei film Spectre e No Time to Die.

## Biografia
Nasce a Parigi il 1º luglio 1985, figlia dell'imprenditore Henri Seydoux e dell'ex attrice e filantropa Valérie Schlumberger. I genitori divorziarono quando aveva 3 anni. Ha sei fratelli, tra cui una sorella maggiore, Camille, che lavora come sua stilista personale. Léa è la nipote di Jérôme Seydoux, presidente della casa di produzione cinematografica Pathé ed è la pronipote di Nicolas Seydoux, presidente della casa di produzione cinematografica Gaumont. Il prozio Michel Seydoux è stato presidente del club calcistico di Ligue 1 LOSC Lille. Dopo la maturità ha frequentato diversi corsi di teatro, tra cui la scuola Les Enfants Terribles e nel 2007 ha studiato presso l'Actors Studio di New York.
Nel 2005 appare nel videoclip Ne partons pas fâchés di Raphaël, diretto da Olivier Dahan. Nel 2006 partecipa, in uno dei ruoli principali, nel film per adolescenti Mes copines di Sylvie Ayme. Fa parte della selezione dei talenti a Cannes nel 2007 per il film La Consolation di Nicolas Klotz. Nel 2008 ottiene la notorietà grazie al personaggio di Junie nel film La Belle Personne di Christophe Honoré. Appare anche in un alcune campagne pubblicitarie per Levi's 501 e American Apparel; si fa notare anche posando per la fotografa parigina Bettina Rheims e per la stilista Olivia Bidou.

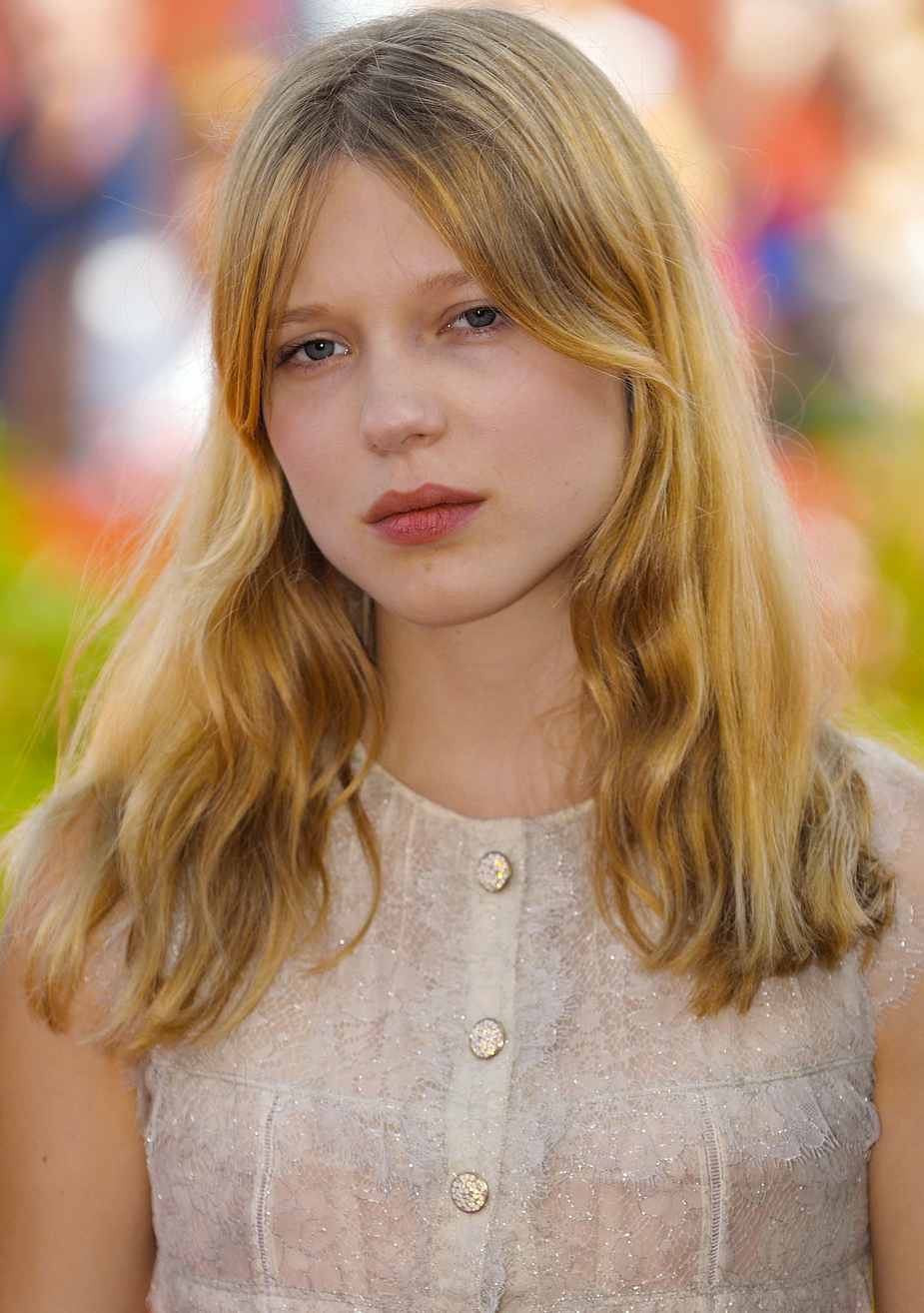
Seydoux alla 66ª Mostra internazionale d'arte cinematografica di Venezia (2009)

Nel 2009 viene scelta da Quentin Tarantino per un piccolo ruolo in Bastardi senza gloria, mentre l'anno successivo lavora con Ridley Scott in Robin Hood. Sempre nel 2010 è protagonista nel film Belle épine di Rebecca Zlotowski. Partecipa anche al cortometraggio Petit tailleur di Louis Garrel e ai film Roses à crédit di Amos Gitai e Mystères de Lisbonne di Raúl Ruiz. Successivamente compare in un piccolo ruolo in Midnight in Paris di Woody Allen, in Mission: Impossible - Ghost Protocol di Brad Bird, e in Addio mia regina di Benoît Jacquot.
Nel 2011 è la protagonista negli spot pubblicitari del profumo Prada Candy di Prada. Nel 2012 è protagonista del film Sister di Ursula Meier. Nel 2013 torna a reclamizzare Prada Candy, ma soprattutto vince la Palma d'oro al Festival di Cannes con il film La vita di Adele; con la coprotagonista Adèle Exarchopoulos ha poi posato per una campagna della casa di moda Miu Miu. Nello stesso anno, posa senza veli per Marie Claire e per il primo numero del rifondato magazine francese Lui, fotografata in quest'ultimo caso da Mario Sorrenti.
A dicembre 2014 viene scelta come nuova Bond girl in Spectre, ventiquattresimo capitolo della serie, diretto da Sam Mendes. È presente nel medesimo ruolo anche nel sequel del film, No Time to Die (2021), diretto stavolta da Cary Fukunaga. Nel 2018 ha fatto parte della giuria del Festival di Cannes, presieduta dall'attrice Cate Blanchett.
Ritorna a lavorare con il regista Wes Anderson per il film The French Dispatch uscito nel 2021 al fianco di Benicio del Toro, mentre nel 2022 è la protagonista dell’horror Crimes of the Future che segna il ritorno alla regia di David Cronenberg dopo otto anni.

## Vita privata
Léa Seydoux è madre di un figlio nato nel gennaio del 2017 dalla sua unione con André Meyer, con cui convive dal 2015. Vive a Parigi.
L'attrice è membro del collettivo 50/50, che mira a promuovere l'uguaglianza di genere e la diversità nel cinema e nell'audiovisivo. Il movimento, nato nel febbraio 2018, nello stesso anno ha utilizzato il Festival di Cannes, per il quale Seydoux era membro della giuria dei lungometraggi, come piattaforma mediatica: un centinaio di donne, tra cui alcune star, hanno salito i gradini a fianco della giuria presieduta da Cate Blanchett per denunciare il sessismo dell'industria cinematografica, rivelato dal caso Harvey Weinstein, di cui la stessa Seydoux ha raccontato di essere stata vittima nei primi anni 2010.

## Filmografia

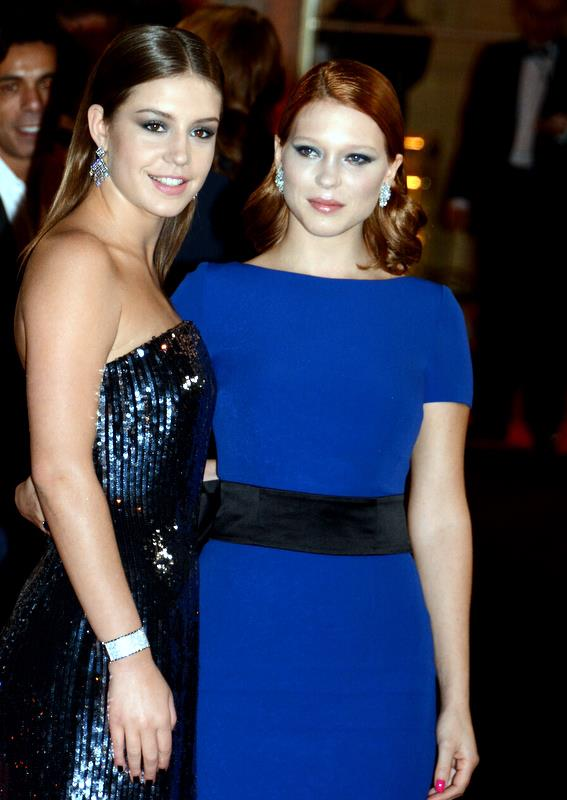
Seydoux e Adèle Exarchopoulos, protagoniste de La vita di Adele, ai Premi César 2014

### Cinema
- Mes copines, regia di Sylvie Ayme (2006)
- Une vieille maîtresse, regia di Catherine Breillat (2007)
- 13 French Street, regia di Jean-Pierre Mocky (2007)
- La Belle Personne, regia di Christophe Honoré (2008)
- De la guerre - Della guerra (De la guerre), regia di Bertrand Bonello (2008)
- Des poupées et des anges, regia di Nora Hamdi (2008)
- Des illusions, regia d'Étienne Faure (2009)
- Bastardi senza gloria (Inglourious Basterds), regia di Quentin Tarantino (2009)
- Lourdes, regia di Jessica Hausner (2009)
- Plein sud - Andando a sud (Plein Sud), regia di Sébastien Lifshitz (2009)
- Sans laisser de traces, regia di Grégoire Vigneron (2010)
- Robin Hood, regia di Ridley Scott (2010)
- Belle épine, regia di Rebecca Zlotowski (2010)
- I misteri di Lisbona (Mistérios de Lisboa), regia di Raúl Ruiz (2010)
- Le Roman de ma femme, regia di Djamashed Usmonov (2011)
- Midnight in Paris, regia di Woody Allen (2011)
- Mission: Impossible - Protocollo fantasma (Mission: Impossible - Ghost Protocol), regia di Brad Bird (2011)
- Addio mia regina (Les Adieux à la Reine), regia di Benoît Jacquot (2012)
- Sister (L'Enfant d'en haut), regia di Ursula Meier (2012)
- Grand Central, regia di Rebecca Zlotowski (2013)
- La vita di Adele (La Vie d'Adèle – Chapitres 1 & 2), regia di Abdellatif Kechiche (2013)
- Grand Budapest Hotel (The Grand Budapest Hotel), regia di Wes Anderson (2014)
- La bella e la bestia (La Belle et la Bête), regia di Christophe Gans (2014)
- Saint Laurent, regia di Bertrand Bonello (2014)
- Journal d'une femme de chambre, regia di Benoît Jacquot (2015)
- The Lobster, regia di Yorgos Lanthimos (2015)
- Spectre, regia di Sam Mendes (2015)
- È solo la fine del mondo (Juste la fin du monde), regia di Xavier Dolan (2016)
- Zoe, regia di Drake Doremus (2018)
- Kursk, regia di Thomas Vinterberg (2018)
- Roubaix, una luce nell'ombra (Roubaix, une lumière), regia di Arnaud Desplechin (2019)
- The French Dispatch of the Liberty, Kansas Evening Sun, regia di Wes Anderson (2021)
- Storia di mia moglie (A feleségem története), regia di Ildikó Enyedi (2021)
- Tromperie - Inganno (Tromperie), regia di Arnaud Desplechin (2021)
- France, regia di Bruno Dumont (2021)
- No Time to Die, regia di Cary Fukunaga (2021)
- Un bel mattino (Un beau matin), regia di Mia Hansen-Løve (2022)
- Crimes of the Future, regia di David Cronenberg (2022)
- The Beast (La Bête), regia di Bertrand Bonello (2023)
- Dune - Parte due (Dune: Part Two), regia di Denis Villeneuve (2024)
- Le Deuxième Acte, regia di Quentin Dupieux (2024)

### Televisione
- Les vacances de Clémence, regia di Michel Andrieu - film TV (2008)
- Roses à crédit, regia di Amos Gitai - film TV (2010)

### Cortometraggi
- Le petit tailleur, regia di Louis Garrel (2010)
- Time Doesn't Stand Still, regia di Asa Mader e Benjamin Millepied (2011)
- Prada: Candy, regia di Wes Anderson e Roman Coppola (2013)

### Videogiochi
- Death Stranding, direzione di Hideo Kojima (2019)
- Death Stranding 2: On the Beach, direzione di Hideo Kojima (2025)

## Riconoscimenti
- Critics' Choice Awards
  - 2015 – Candidatura per il miglior cast corale per Grand Budapest Hotel

- British Academy Film Awards
  - 2014 – Candidatura per la miglior stella emergente

- British Academy Video Games Awards
  - 2020 – Candidatura per la miglior performance non protagonista per Death Stranding

- Festival di Cannes
  - 2009 – Trophée Chopard per la Rivelazione femminile
  - 2013 – Palma d'oro per La Vita di Adele

- Premio César
  - 2009 – Candidatura per la migliore promessa femminile per La Belle Personne
  - 2011 – Candidatura per la migliore promessa femminile per Belle Épine
  - 2013 – Candidatura per la migliore attrice protagonista per Les Adieux à la Reine
  - 2014 – Candidatura per la migliore attrice protagonista per La vita di Adele

- Satellite Award
  - 2014 – Candidatura per la migliore attrice non protagonista per La vita di Adele

- Screen Actors Guild Award
  - 2015 – Candidatura per il miglior cast cinematografico per Grand Budapest Hotel

## Doppiatrici italiane
Nelle versioni in italiano delle opere in cui ha recitato, Léa Seydoux è stata doppiata da:
- Domitilla D'Amico in Mission: Impossible - Protocollo fantasma, Addio mia regina, Sister, La vita di Adele, La bella e la bestia, Grand Budapest Hotel, The Lobster, È solo la fine del mondo, The French Dispatch of the Liberty, Kansas Evening Sun, France, Storia di mia moglie, Crimes of the Future, Kursk, Un bel mattino, Dune - Parte due
- Elena Perino in Spectre, No Time to Die, The Beast
- Perla Liberatori in Lourdes
- Myriam Catania in Robin Hood
- Diane Fleri in Midnight in Paris
- Terry De Felice in Roubaix, una luce nell'ombra
- Irene Di Valmo in Tromperie - Inganno

Da doppiatrice è sostituita da:
- Domitilla D'Amico in Death Stranding, Death Stranding 2: On the Beach